# 1999 TR11
1999 TR11, também escrito como 1999 TR11, é um objeto transnetuniano (TNO) que está localizado no cinturão de Kuiper, uma região do Sistema Solar. Este corpo celeste é classificado como um plutino, pois, o mesmo está em uma ressonância orbital de 2:3 com o planeta Netuno. Ele possui uma magnitude absoluta (H) de 8,4 e, tem um diâmetro estimado com cerca de 92 km.

## Descoberta
1999 TR11 foi descoberto no dia 09 de outubro de 1999 pelo astrônomo S. S. Sheppard.

## Órbita
A órbita de 1999 TR11 tem uma excentricidade de 0.249 e possui um semieixo maior de 39.693 UA. O seu periélio leva o mesmo a uma distância de 29.799 UA em relação ao Sol e seu afélio a 49.586.